# December 2001
Dit artikel geeft een chronologisch overzicht van alle belangrijke gebeurtenissen per dag in de maand december van het jaar 2001.

## Gebeurtenissen

### 1 december
- Prinses Aiko, dochter van kroonprins Naruhito en kroonprinses Masako Owada van Japan, wordt geboren.

### 2 december
- Enron vraagt de Chapter 11-status aan wegens een dreigend bankroet nadat Dynegy een bod van 8,4 miljard dollar heeft ingetrokken. Het is het grootste bankroet in de Verenigde Staten in 2003 en heeft grote gevolgen, zelfs politiek.

### 3 december
- Ronald Koeman is de nieuwe trainer van Ajax. Ruud Krol wordt zijn assistent.
- Het Meisje van Nulde, van wie het rompje, hoofd en hand eind augustus werden gevonden, heeft een naam gekregen. Het gaat om Rowena Rikkers (4) uit Rotterdam. De identiteit van het meisje kon worden achterhaald na reconstructie van het hoofd. Het zusje van Rowena blijkt dan ook al enige maanden vermist te zijn.

### 4 december
- Israël voert met helikopters een aanval uit op het hoofdkwartier van de Palestijnse leider Yasser Arafat in Ramallah op de Westelijke Jordaanoever.

### 7 december
- Rechter verbiedt de Vomar om al vóór 14 december euromunten te verkopen. De supermarkt had bij wijze van stunt vandaag al euro's aangeboden.

### 8 december
- De schrijver Adriaan van Dis heeft in zijn reisbundel `Een barbaar in China' (1987) drie passages vrijwel letterlijk overgenomen uit de roman From heaven Lake: travels through Sinkiang and Tibet (1983) door Vikram Seth. In een reactie biedt Van Dis zijn verontschuldigingen aan en zegt zijn dagboekaantekeningen te hebben verward met citaten uit bovengenoemd boek.

### 9 december
- De Britse Turner-prijs (70.000 gulden) voor moderne kunst is toegekend aan Martin Creed (33) voor zijn bijdrage aan een tentoonstelling in Tate Britain die bestaat uit een lege kamer waar het licht uit en aan gaat.

### 10 december
- De moeder van het Meisje van Nulde en haar vriend worden in Spanje aangehouden. Daar wordt ook het zusje Rochelle (3) aangetroffen.

### 13 december
- De Amerikaanse regering geeft videobanden vrij die zijn gevonden in een huis in Afghanistan. Op de videobeelden lijkt Osama bin Laden te erkennen dat hij was betrokken bij de terreuraanslagen in de Verenigde Staten op 11 september.

### 14 december
- Zwemmer Pieter van den Hoogenband brengt bij de EK kortebaan (25 meter) in Antwerpen het Europese record op de 200 meter vrije slag kortebaan (25 meter) op 1.42,46. Bij datzelfde toernooi verbetert Thomas Rupprath het wereldrecord op de 100 meter vlinderslag kortebaan: 50,26.
- Iedere Nederlander vanaf zes jaar kan bij talloze uitgiftepunten een gratis eurokit ophalen met daarin de acht nieuwe euromunten.

### 15 december
- Ad Melkert wordt op het PvdA-congres aangewezen als nieuwe lijsttrekker.
- De toren van Pisa  wordt heropend voor publiek, na een restauratie die 11 jaar heeft geduurd.

### 20 december
- In Argentinië wordt de staat van beleg afgekondigd in een poging de chaos in het Zuid-Amerikaanse land te beteugelen. De economische malaise leidt tot felle betogingen.

## Overleden
<< · januari · februari · maart · april · mei · juni · juli · augustus · september · oktober · november · december · >>